# 1. česká národní hokejová liga 1981/1982
1. česká národní hokejová liga 1981/1982 byla 13. ročníkem jedné ze skupin československé druhé nejvyšší hokejové soutěže.

## Systém soutěže
Soutěže se účastnilo 24 týmů rozdělených do 2 dvanáctičlenných skupin po 12. Rozdělení bylo provedeno na základě polohy klubu. V každé skupině se utkalo všech 12 týmů dvoukolově každý s každým (celkem 22 kol). Poté z obou skupin postoupilo nejlepších 5 mužstev do finálové skupiny. Ve finálové skupině se 10 mužstev utkalo dvoukolově každý s každým (18 kol), přičemž se započítávaly výsledky dosažené v základních skupinách (celkem 40 kol). Vítěz finálové skupiny postoupil do kvalifikace o nejvyšší soutěž, ve které se utkal s vítězem 1. SNHL v sérii na tři vítězné zápasy. Vítěz této série postoupil do dalšího ročníku nejvyšší soutěže.
Týmy na 6. až 12. místě se v rámci původní skupiny utkaly dvoukolově o udržení systémem každý s každým a započítávaly se výsledky dosažené v základní části. Celky na posledních místech sestoupily do krajského přeboru.

## Základní část

### Skupina A
| Poř. | Tým                         | Z  | V  | R | P  | VG  | OG  | B  |
| ---- | --------------------------- | -- | -- | - | -- | --- | --- | -- |
| 1.   | TJ Slavia IPS Praha         | 22 | 14 | 2 | 6  | 103 | 54  | 30 |
| 2.   | TJ Slovan NV Ústí nad Labem | 22 | 12 | 4 | 6  | 104 | 57  | 28 |
| 3.   | TJ ZVVZ Milevsko            | 22 | 13 | 2 | 7  | 95  | 72  | 28 |
| 4.   | TJ DP I. ČLTK Praha         | 22 | 12 | 3 | 7  | 95  | 72  | 27 |
| 5.   | TJ Stadion PS Liberec       | 22 | 12 | 2 | 8  | 83  | 66  | 26 |
| 6.   | ASD Dukla Jihlava B         | 22 | 11 | 4 | 7  | 77  | 68  | 26 |
| 7.   | TJ Šumavan Vimperk          | 22 | 10 | 3 | 9  | 84  | 68  | 23 |
| 8.   | TJ Baník Sokolov            | 22 | 9  | 3 | 10 | 79  | 73  | 21 |
| 9.   | TJ Jitex Písek              | 22 | 8  | 3 | 11 | 73  | 80  | 19 |
| 10.  | TJ Uhelné sklady Praha      | 22 | 6  | 1 | 15 | 58  | 117 | 13 |
| 11.  | TJ VTŽ Chomutov             | 22 | 4  | 4 | 14 | 63  | 128 | 12 |
| 12.  | TJ Slovan NV Louny          | 22 | 4  | 3 | 15 | 66  | 125 | 11 |

### Skupina B
| Poř. | Tým                           | Z  | V  | R | P  | VG  | OG  | B  |
| ---- | ----------------------------- | -- | -- | - | -- | --- | --- | -- |
| 1.   | TJ Ingstav Brno               | 22 | 14 | 3 | 5  | 100 | 61  | 31 |
| 2.   | TJ Stadion Hradec Králové     | 22 | 13 | 3 | 6  | 94  | 73  | 29 |
| 3.   | TJ Lokomotiva Meochema Přerov | 22 | 13 | 3 | 6  | 82  | 72  | 29 |
| 4.   | TJ DS Olomouc                 | 22 | 11 | 4 | 7  | 98  | 64  | 26 |
| 5.   | TJ Slezan STS Opava           | 22 | 9  | 7 | 6  | 86  | 59  | 25 |
| 6.   | TJ TŽ VŘSR Třinec             | 22 | 11 | 1 | 10 | 79  | 86  | 23 |
| 7.   | TJ Žďas Žďár nad Sázavou      | 22 | 9  | 4 | 9  | 83  | 88  | 22 |
| 8.   | TJ Autoškoda Mladá Boleslav   | 22 | 8  | 4 | 10 | 67  | 78  | 20 |
| 9.   | TJ Kolín                      | 22 | 8  | 3 | 11 | 62  | 81  | 19 |
| 10.  | TJ Prostějov                  | 22 | 8  | 2 | 12 | 75  | 82  | 18 |
| 11.  | TJ Baník ČSA Karviná          | 22 | 7  | 3 | 12 | 68  | 82  | 17 |
| 12.  | VTJ Mělník                    | 22 | 0  | 5 | 17 | 47  | 121 | 5  |

## Finálová skupina
| Poř. | Tým                           | Z  | V  | R | P  | VG  | OG  | B  |
| ---- | ----------------------------- | -- | -- | - | -- | --- | --- | -- |
| 1.   | TJ Lokomotiva Meochema Přerov | 40 | 24 | 6 | 10 | 169 | 137 | 54 |
| 2.   | TJ DS Olomouc                 | 40 | 23 | 7 | 10 | 192 | 120 | 53 |
| 3.   | TJ Ingstav Brno               | 40 | 23 | 4 | 13 | 169 | 115 | 50 |
| 4.   | TJ Stadion Hradec Králové     | 40 | 21 | 6 | 13 | 161 | 144 | 48 |
| 5.   | TJ Slovan NV Ústí nad Labem   | 40 | 20 | 7 | 13 | 165 | 107 | 47 |
| 6.   | TJ Slezan STS Opava           | 40 | 18 | 9 | 13 | 151 | 115 | 45 |
| 7.   | TJ Slavia IPS Praha           | 40 | 20 | 3 | 17 | 171 | 130 | 43 |
| 8.   | TJ Stadion PS Liberec         | 40 | 17 | 6 | 17 | 133 | 136 | 40 |
| 9.   | TJ ZVVZ Milevsko              | 40 | 17 | 6 | 17 | 158 | 162 | 40 |
| 10.  | TJ DP I. ČLTK Praha           | 40 | 17 | 5 | 18 | 161 | 168 | 39 |

Tým TJ Lokomotiva Meochema Přerov postoupil do kvalifikace o nejvyšší soutěž, kde se utkal s vítězem 1. SNHL Slovan Bratislava, se kterým však prohrál 0:3 na zápasy (4:7, 1:10, 1:7).

## O udržení

### Skupina o udržení A
| Poř. | Tým                    | Z  | V  | R | P  | VG  | OG  | B  |
| ---- | ---------------------- | -- | -- | - | -- | --- | --- | -- |
| 6.   | ASD Dukla Jihlava B    | 34 | 17 | 5 | 12 | 120 | 109 | 39 |
| 7.   | TJ Šumavan Vimperk     | 34 | 17 | 4 | 13 | 147 | 106 | 38 |
| 8.   | TJ Jitex Písek         | 34 | 16 | 4 | 14 | 118 | 110 | 36 |
| 9.   | TJ Baník Sokolov       | 34 | 13 | 5 | 16 | 125 | 122 | 31 |
| 10.  | TJ VTŽ Chomutov        | 34 | 11 | 4 | 19 | 118 | 177 | 26 |
| 11.  | TJ Uhelné sklady Praha | 34 | 9  | 4 | 21 | 97  | 167 | 22 |
| 12.  | TJ Slovan NV Louny     | 34 | 6  | 5 | 23 | 101 | 194 | 17 |

Tým TJ Slovan NV Louny sestoupil do krajského přeboru.

### Skupina o udržení B
| Poř. | Tým                         | Z  | V  | R | P  | VG  | OG  | B  |
| ---- | --------------------------- | -- | -- | - | -- | --- | --- | -- |
| 1.   | TJ Autoškoda Mladá Boleslav | 34 | 15 | 5 | 14 | 117 | 121 | 35 |
| 2.   | TJ Kolín                    | 34 | 15 | 4 | 15 | 116 | 122 | 34 |
| 3.   | TJ TŽ VŘSR Třinec           | 34 | 15 | 3 | 16 | 133 | 141 | 33 |
| 4.   | TJ Žďas Žďár nad Sázavou    | 34 | 14 | 5 | 15 | 129 | 149 | 33 |
| 5.   | TJ Baník ČSA Karviná        | 34 | 13 | 6 | 15 | 127 | 131 | 32 |
| 6.   | TJ Prostějov                | 34 | 13 | 4 | 17 | 124 | 130 | 30 |
| 7.   | VTJ Mělník                  | 34 | 2  | 7 | 25 | 96  | 185 | 11 |

Tým VTJ Mělník sestoupil do krajského přeboru.